# Malinovo
Malinovo es un municipio del distrito de Senec en la región de Bratislava, Eslovaquia, con una población estimada a final del año 2024 de 4146 habitantes.
Se encuentra ubicado al sureste de la región, en el valle del río Morava y cerca de la frontera con la región de región de Trnava y con Austria.

## Demografía
| Año        | 1994 | 2004     | 2014     | 2024     |
| ---------- | ---- | -------- | -------- | -------- |
| Población  | 1257 | 1401     | 2520     | 4146     |
| Diferencia |      | +11,45 % | +79,87 % | +64,52 % |

| Año        | 2023 | 2024    |
| ---------- | ---- | ------- |
| Población  | 4133 | 4146    |
| Diferencia |      | +0,31 % |